# Ronald Gërçaliu
Ronald Gërçaliu (Tirana, 12 febbraio 1986) è un calciatore albanese naturalizzato austriaco, difensore o centrocampista del Kufstein.

## Carriera

### Club
Nato a Tirana, in Albania, dove aveva giocato anche nelle giovanili del Partizani Tirana, a 11 anni si trasferì con la sua famiglia in Austria, in Stiria. In Austria approdò nelle giovanili del Sturm Graz con cui debuttò in prima squadra nel 2004.
Nel 2006 passò al Salisburgo ma con i "Tori" giocò appena due partite da titolare che sancirono il suo ritorno allo Sturm Graz.
Nel gennaio 2007 passò all'Austria Vienna con cui vinse, nello stesso anno, la Coppa d'Austria dopo aver battuto in finale per 2-1 il Mattersburg.
A luglio 2008 si unirà con il Salisburgo, mentre l'anno successivo passa ai neopromossi del Wiener Neustadt.

### Nazionale
Con l'Austria conta 14 presenze. Fu convocato per la prima volta nell'ottobre 2005 dall'allora Commissario tecnico Hans Krankl.
È stato convocato dal CT Josef Hickersberger per il campionato d'Europa 2008.

## Statistiche

### Cronologia presenze e reti in nazionale
| Cronologia completa delle presenze e delle reti in nazionale ― Austria | Cronologia completa delle presenze e delle reti in nazionale ― Austria | Cronologia completa delle presenze e delle reti in nazionale ― Austria | Cronologia completa delle presenze e delle reti in nazionale ― Austria | Cronologia completa delle presenze e delle reti in nazionale ― Austria | Cronologia completa delle presenze e delle reti in nazionale ― Austria | Cronologia completa delle presenze e delle reti in nazionale ― Austria | Cronologia completa delle presenze e delle reti in nazionale ― Austria |
| Data                                                                   | Città                                                                  | In casa                                                                | Risultato                                                              | Ospiti                                                                 | Competizione                                                           | Reti                                                                   | Note                                                                   |
| ---------------------------------------------------------------------- | ---------------------------------------------------------------------- | ---------------------------------------------------------------------- | ---------------------------------------------------------------------- | ---------------------------------------------------------------------- | ---------------------------------------------------------------------- | ---------------------------------------------------------------------- | ---------------------------------------------------------------------- |
| 17-8-2005                                                              | Graz                                                                   | Austria                                                                | 2 – 2                                                                  | Scozia                                                                 | Amichevole                                                             | -                                                                      |                                                                        |
| 7-9-2005                                                               | Baku                                                                   | Azerbaigian                                                            | 0 – 0                                                                  | Austria                                                                | Qual. Mondiali 2006                                                    | -                                                                      | 28’ 81’                                                                |
| 12-10-2005                                                             | Vienna                                                                 | Austria                                                                | 2 – 0                                                                  | Irlanda del Nord                                                       | Qual. Mondiali 2006                                                    | -                                                                      | 64’                                                                    |
| 31-3-2006                                                              | Vienna                                                                 | Austria                                                                | 0 – 2                                                                  | Canada                                                                 | Amichevole                                                             | -                                                                      | 73’                                                                    |
| 28-3-2007                                                              | Saint-Denis                                                            | Francia                                                                | 1 – 0                                                                  | Austria                                                                | Amichevole                                                             | -                                                                      | 69’                                                                    |
| 11-9-2007                                                              | Vienna                                                                 | Austria                                                                | 0 – 2                                                                  | Cile                                                                   | Amichevole                                                             | -                                                                      | 74’                                                                    |
| 17-10-2007                                                             | Innsbruck                                                              | Austria                                                                | 3 – 2                                                                  | Costa d'Avorio                                                         | Amichevole                                                             | -                                                                      |                                                                        |
| 16-11-2007                                                             | Vienna                                                                 | Austria                                                                | 0 – 1                                                                  | Inghilterra                                                            | Amichevole                                                             | -                                                                      |                                                                        |
| 21-11-2007                                                             | Vienna                                                                 | Austria                                                                | 0 – 0                                                                  | Tunisia                                                                | Amichevole                                                             | -                                                                      |                                                                        |
| 26-3-2008                                                              | Vienna                                                                 | Austria                                                                | 3 – 4                                                                  | Paesi Bassi                                                            | Amichevole                                                             | -                                                                      |                                                                        |
| 30-5-2008                                                              | Graz                                                                   | Austria                                                                | 5 – 1                                                                  | Malta                                                                  | Amichevole                                                             | -                                                                      | 76’                                                                    |
| 8-6-2008                                                               | Vienna                                                                 | Austria                                                                | 0 – 1                                                                  | Croazia                                                                | Euro 2008 - 1º turno                                                   | -                                                                      | 69’                                                                    |
| 20-8-2008                                                              | Nizza                                                                  | Italia                                                                 | 2 – 2                                                                  | Austria                                                                | Euro 2008 - 1º turno                                                   | -                                                                      | 46’                                                                    |
| 15-10-2008                                                             | Vienna                                                                 | Austria                                                                | 1 – 3                                                                  | Serbia                                                                 | Qual. Mondiali 2010                                                    | -                                                                      | 18’                                                                    |
| Totale                                                                 |                                                                        | Presenze                                                               | 14                                                                     |                                                                        | Reti                                                                   | 0                                                                      |                                                                        |

## Palmarès

### Club

#### Competizioni nazionali
- Campionato austriaco: 1

Salisburgo: 2008-2009
- Coppa d'Austria: 1

Austria Vienna: 2006-2007